# Resolució 1140 del Consell de Seguretat de les Nacions Unides
La Resolució 1140 del Consell de Seguretat de les Nacions Unides fou adoptada per unanimitat el 28 de novembre de 1997. després de recordar la resolució 1110 del Consell de Seguretat de les Nacions Unides (1997), el Consell va renovar el mandat de la Força de Desplegament Preventiu de les Nacions Unides (UNPREDEP) a la República de Macedònia per a quatre dies fins al 4 de desembre de 1997, a l'espera de més discussions. la posterior Resolució 1142 (1997) va ampliar el mandat d'UNPREDEP fins al 31 d'agost de 1998.